# Coppa Italia 2017–2018 (volleyboll, damer)
Coppa Italia 2017–2018 utspelade sig mellan 20 december 2017 och 18 februari 2018. Det var den 40:e upplagan av turneringen och åtta lag ur Serie A1 2017–18  deltog. AGIL Volley vann tävlingen för andra gången genom att besegra Imoco Volley i finalen.  Paola Egonu utsågs till mest värdefulla spelare.. Tävlingen genomfördes med kvartsfinaler (möte hemma och borta, golden set vid samma setkvot), semifinaler och finaler (spelade med ett direkt avgörande möte).

## Deltagande lag
| Lag                                          | Turnering              | Deltog senast          |
| -------------------------------------------- | ---------------------- | ---------------------- |
| AGIL Volley                                  | 2:a i Serie A1 2017–18 | Coppa Italia 2016–2017 |
| UYBA Volley                                  | 4:a i Serie A1 2017–18 | Coppa Italia 2016–2017 |
| Imoco Volley                                 | 1:a i Serie A1 2017–18 | Coppa Italia 2016–2017 |
| Pallavolo Scandicci Savino Del Bene          | 3:a i Serie A1 2017–18 | Coppa Italia 2016–2017 |
| Volley Pesaro                                | 7:a i Serie A1 2017–18 | Debut                  |
| Unione Sportiva Pro Victoria Pallavolo Monza | 6:a i Serie A1 2017–18 | Debut                  |
| River Volley                                 | 5:a i Serie A1 2017–18 | Coppa Italia 2016–2017 |
| Azzurra Volley San Casciano                  | 8:a i Serie A1 2017–18 | Debut                  |

## Turneringen

### Spelschema
|  | Kvartsfinaler | Kvartsfinaler                                | Kvartsfinaler | Kvartsfinaler                                |   |   | Semifinaler  | Semifinaler | Semifinaler |  |  | Final | Final | Final |  |
|  |               |                                              |               |                                              |   |   |              |             |             |  |  |       |       |       |  |
|  |               |                                              |               |                                              |   |   |              |             |             |  |  |       |       |       |  |
|  | 1             | Imoco Volley                                 | 3             | 2                                            |   |   |              |             |             |  |  |       |       |       |  |
|  | 1             | Imoco Volley                                 | 3             | 2                                            |   |   |              |             |             |  |  |       |       |       |  |
|  | 8             | Azzurra Volley San Casciano                  | 0             | 3                                            |   |   |              |             |             |  |  |       |       |       |  |
|  | 8             | Azzurra Volley San Casciano                  | 0             | 3                                            |   | 1 | Imoco Volley | 3           |             |  |  |       |       |       |  |
|  |               |                                              |               |                                              |   | 1 | Imoco Volley | 3           |             |  |  |       |       |       |  |
|  |               |                                              | 4             | UYBA Volley                                  | 0 |   |              |             |             |  |  |       |       |       |  |
|  | 4             | UYBA Volley                                  | 4             | UYBA Volley                                  | 0 | 2 | 3            |             |             |  |  |       |       |       |  |
|  | 4             | UYBA Volley                                  |               |                                              |   |   |              |             |             |  |  |       |       |       |  |
|  | 5             | River Volley                                 | 3             | 1                                            |   |   |              |             |             |  |  |       |       |       |  |
|  | 5             | River Volley                                 | 3             | 1                                            |   | 1 | Imoco Volley | 1           |             |  |  |       |       |       |  |
|  |               |                                              |               |                                              |   |   |              |             |             |  |  |       |       |       |  |
|  |               |                                              | 2             | AGIL Volley                                  | 3 |   |              |             |             |  |  |       |       |       |  |
|  | 2             | AGIL Volley                                  | 2             | AGIL Volley                                  | 3 | 3 | 3            |             |             |  |  |       |       |       |  |
|  | 2             | AGIL Volley                                  |               |                                              |   |   |              |             |             |  |  |       |       |       |  |
|  | 7             | Volley Pesaro                                | 0             | 0                                            |   |   |              |             |             |  |  |       |       |       |  |
|  | 7             | Volley Pesaro                                | 0             | 0                                            |   | 2 | AGIL Volley  | 3           |             |  |  |       |       |       |  |
|  |               |                                              |               |                                              |   | 2 | AGIL Volley  | 3           |             |  |  |       |       |       |  |
|  |               |                                              | 6             | Unione Sportiva Pro Victoria Pallavolo Monza | 2 |   |              |             |             |  |  |       |       |       |  |
|  | 3             | Pallavolo Scandicci Savino Del Bene          | 6             | Unione Sportiva Pro Victoria Pallavolo Monza | 2 | 0 | 3            |             |             |  |  |       |       |       |  |
|  | 3             | Pallavolo Scandicci Savino Del Bene          |               |                                              |   |   |              |             |             |  |  |       |       |       |  |
|  | 6             | Unione Sportiva Pro Victoria Pallavolo Monza | 3             | 2                                            |   |   |              |             |             |  |  |       |       |       |  |
|  | 6             | Unione Sportiva Pro Victoria Pallavolo Monza | 3             | 2                                            |   |   |              |             |             |  |  |       |       |       |  |
|  |               |                                              |               |                                              |   |   |              |             |             |  |  |       |       |       |  |

### Resultat

#### Kvartsfinaler

##### Match 1
| 20 december 2017 Nelson Mandela Forum, Florens Speltid: 1h:15 - Åskådare: 300 | Azzurra Volley San Casciano                  | 0 - 3 | Imoco Volley                        | 20-25, 19-25, 17-25               |
| 21 december 2017 PalaPanini, Modena Speltid: 2h:07 - Åskådare: 1 328          | River Volley                                 | 3 - 2 | UYBA Volley                         | 25-20, 27-29, 20-25, 25-20, 15-10 |
| 20 december 2017 PalaCampanara, Pesaro Speltid: 1h:12 - Åskådare: 600         | Volley Pesaro                                | 0 - 3 | AGIL Volley                         | 20-25, 16-25, 23-25               |
| 20 december 2017 Arena di Monza, Monza Speltid: 1h:14 - Åskådare: 390         | Unione Sportiva Pro Victoria Pallavolo Monza | 3 - 0 | Pallavolo Scandicci Savino Del Bene | 25-14, 25-21, 25-21               |

##### Match 2
| 30 december 2017 PalaVerde, Villorba Speltid: 2h:02 - Åskådare: 3 731               | Imoco Volley                        | 2 - 3 | Azzurra Volley San Casciano                  | 27-29, 27-29, 26-24, 25-21, 8-15  |
| 30 december 2017 PalaYamamay, Busto Arsizio Speltid: 1h:47 - Åskådare: 2 517        | UYBA Volley                         | 3 - 1 | River Volley                                 | 26-24, 24-26, 25-21, 25-14        |
| 30 december 2017 PalaTerdoppio, Novara Speltid: 1h:10 - Åskådare: 1 500             | AGIL Volley                         | 3 - 0 | Volley Pesaro                                | 25-20, 25-17, 25-18               |
| 30 december 2017 Palazzetto dello Sport, Scandicci Speltid: 2h:01 - Åskådare: 1 000 | Pallavolo Scandicci Savino Del Bene | 3 - 2 | Unione Sportiva Pro Victoria Pallavolo Monza | 25-13, 25-16, 19-25, 26-28, 15-13 |

#### Semifinaler
| 17 februari 2018 PalaDozza, Bologna Speltid: 1h:35 - Åskådare: 3 632 | Imoco Volley | 3 - 0 | UYBA Volley                                  | 25-16, 27-25, 30-28               |
| 17 februari 2018 PalaDozza, Bologna Speltid: 2h:11 - Åskådare: 3 632 | AGIL Volley  | 3 - 2 | Unione Sportiva Pro Victoria Pallavolo Monza | 27-25, 27-29, 20-25, 25-19, 15-13 |

#### Final
| 18 februari 2018 PalaDozza, Bologna Speltid: 1h:37 - Åskådare: 5 007 | Imoco Volley | 1 - 3 | AGIL Volley | 17-25, 25-14, 21-25, 23-25 |